# Classe Mogami
La classe Mogami (最上型?) fu una classe di quattro incrociatori pesanti costruiti per la Marina imperiale giapponese.

## Progetto
La classe Mogami fu progettata sotto i vincoli imposti dal trattato navale di Londra dell'aprile 1930. Queste navi dovevano rientrare in un dislocamento di 8.500 tonnellate, avere protezioni ai depositi munizioni in grado di resistere ai proietti navali da 203 mm mentre quelle delle sale macchine dovevano resistere ai proiettili da 155mm; le navi dovevano essere armate con quindici pezzi da 155 mm: simili richieste fecero aumentare il dislocamento massimo a 9.500 nel 1931, quando i progetti furono completati. A differenza dei Takao era presente un solo fumaiolo e la disposizione delle torri a prua era stata rivista. Al fine di ottenere una massiccia protezione antiaerea, fu prevista una discreta dotazione di armi adibite allo scopo e inoltre fu specificato che i cannoni da 155 mm potessero essere elevati sino a di +70°, per impiegarli contro i velivoli. Tali armi erano i Type 3 da 155 mm lunghi 60 calibri, capaci di sparare una granata pesante circa 55 chili alla distanza massima di 27.400 metri. Erano distribuiti in cinque torrette triple, due a poppa e tre prua, delle quali quella centrale era la più bassa e poteva solo sparare di bordata.
Per risparmiare peso venne utilizzata la saldatura elettrica e le sovrastrutture vennero realizzate in alluminio. Per soddisfare i limiti di peso vennero installate solo dieci caldaie (rispetto alle dodici delle precedenti classi Takao e Myoko) che scaricavano da un singolo fumaiolo. Le nuove turbine a impulso aggiungevano 22.000 CV rispetto alla classe Atago, permettendo di aumentare la velocità di 1,5 nodi. Non si risparmiò neanche sulla protezione, la classe dimostrò di poter assorbire danni sostanziali.
I progettisti comunque esagerarono, il peso eccessivo delle strutture superiori portò all'instabilità e le prove di tiro rivelarono crepe nelle saldature per l'elevata forza di rinculo dei cannoni. Vennero adattate delle controcarene al Mogami e al Mikuma, mentre al Kumano e al Suzuya furono implementate a lavori in corso. La larghezza aumentò a 18,2 metri e il dislocamento a 11.380 t, la velocità fu ridotta a 35 nodi.
A partire dal 1939 le unità della classe furono sostanzialmente ricostruite, rimpiazzando le torrette triple da 155 mm con torrette binate armate di cannoni Type 3 modello 2 da 203 mm L/50. Vennero aggiunte anche controcarene antisiluri, aumentando il dislocamento oltre le 13.000 t e riducendo la velocità a 34,5 nodi (63,8 km). Le torrette da 155 mm furono installate sulla nave da battaglia Yamato.

## Servizio
| Nome   | Cantiere                | Impostata        | Varata        | Completata      |
| ------ | ----------------------- | ---------------- | ------------- | --------------- |
| Mogami | Cantiere navale di Kure | ottobre 1931     | marzo 1934    | 29 luglio 1935  |
| Mikuma | Mitsubishi, Nagasaki    | 11 dicembre 1931 | maggio 1934   | 28 agosto 1935  |
| Suzuya | Yokosuka Navy Yard      | dicembre 1933    | novembre 1934 | 31 ottobre 1937 |
| Kumano | Kawasaki, Kōbe          | aprile 1934      | ottobre 1936  | 31 ottobre 1937 |

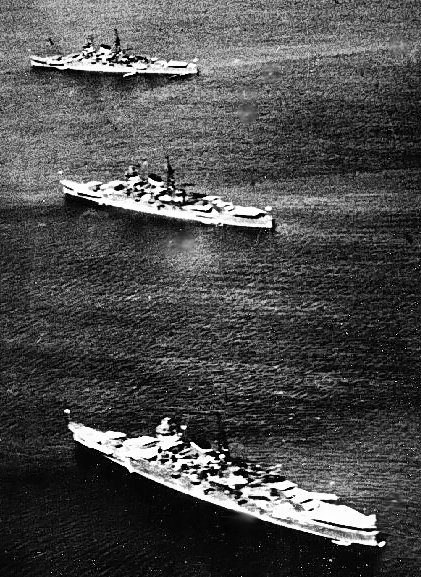
Tre incrociatori di questa classe in navigazione, identificati nella foto originale come la Mogami, Mikuma e la Kumano, estate 1938

Nel giugno 1942 tutte e quattro le unità parteciparono alla battaglia delle Midway, dove la Mogami e la Mikuma entrarono in collisione tentando di evitare l'attacco di un sottomarino. La Mikuma venne finita il 6 giugno 1942 da aerei dell'USS Enterprise e della Hornet. La Mogami riuscì a rientrare e trascorse dieci mesi nei cantieri navali durante i quali la parte posteriore venne completamente ricostruita e le torrette X e Y sostituite da un ponte di volo (con l'intenzione di operare 11 aerei).
Nell'ottobre 1944 le sopravvissute furono riunite alla battaglia del golfo di Leyte. La Mogami pesantemente danneggiata dalla collisione, fuoco d'artiglieria e attacchi aerei venne affondata dal cacciatorpediniere Akebono, mentre la Kumano riuscì a riparare nel porto di Manila con una sola caldaia funzionante. Venne successivamente affondata da aerei della Ticonderoga il 25 novembre 1944 mentre era sottoposta a riparazioni a Santa Cruz, in seguito all'attacco di un gruppo di sottomarini. Quello stesso 25 novembre gli aerei della Ticonderoga danneggiarono gravemente la Suzuya che venne successivamente affondata dal cacciatorpediniere Okinami il 27 novembre.

## Critiche
Lo staff della marina imperiale insistette che ogni nuova classe fosse superiore a tutto nella sua categoria, e questo pose un enorme fardello sulle spalle dei costruttori navali giapponesi e le difficoltà di questa nave devono essere viste alla luce di questo fatto. La costruzione iniziale fu estremamente leggera per soddisfare i trattati navali e dovette essere compensata. Quando il direttore delle costruzioni navali della Royal Navy apprese dai servizi segreti britannici il dislocamento annunciato commentò che le capacità che avrebbero dovuto avere non potevano essere raggiunte nei limiti di tale dislocamento e che i giapponesi «o stavano costruendo le loro navi di cartone, o stavano mentendo».